# Emmelia feae
Emmelia feae is een vlinder van de familie van de uilen (Noctuidae). De wetenschappelijke naam van deze soort is voor het eerst voorgesteld als Hoplotarache feae door Emilio Berio in een publicatie uit 1937.
De soort komt voor in Kaapverdië (Brava, Santo Antão, Santiago).